# Перу-Моніш
Перу-Моніш (порт. Pêro Moniz; МФА: [ˈpe.ɾu mu.ˈniʃ]) — парафія в Португалії, у муніципалітеті Кадавал. Розташована в західній частині країни, на теренах історичної португальської провінції Ештремадура. Входить до складу округу Лісабон. За адміністративним поділом, чинним до 1976 року, терени парафії були складовою провінції Ештремадура. Належить до Лісабонського патріархату Католицької церкви. Патрон — Іван Хреститель. Площа — 25,6805 км². Населення — 639 ос. (2011). Слабо урбанізований регіон. Густота населення — 24,88 осіб/км²
. Код — 110408.

## Населення
| Кількість мешканців | Кількість мешканців | Кількість мешканців | Кількість мешканців | Кількість мешканців | Кількість мешканців | Кількість мешканців | Кількість мешканців | Кількість мешканців | Кількість мешканців | Кількість мешканців | Кількість мешканців | Кількість мешканців | Кількість мешканців | Кількість мешканців |
| ------------------- | ------------------- | ------------------- | ------------------- | ------------------- | ------------------- | ------------------- | ------------------- | ------------------- | ------------------- | ------------------- | ------------------- | ------------------- | ------------------- | ------------------- |
| 1864                | 1878                | 1890                | 1900                | 1911                | 1920                | 1930                | 1940                | 1950                | 1960                | 1970                | 1981                | 1991                | 2001                | 2011                |
| 418                 | 462                 | 631                 | 632                 | 710                 | 740                 | 882                 | 1 030               | 1 096               | 1 031               | 710                 | 784                 | 657                 | 644                 | 639                 |